# Nelson (Illinois)
Nelson és una població dels Estats Units a l'estat d'Illinois. Segons el cens del 2000 tenia 163 habitants.

## Demografia
Segons el cens del 2000, Nelson tenia 163 habitants, 64 habitatges, i 49 famílies. La densitat de població era de 273,6 habitants/km².
Dels 64 habitatges en un 31,3% hi vivien nens de menys de 18 anys, en un 60,9% hi vivien parelles casades, en un 9,4% dones solteres, i en un 21,9% no eren unitats familiars. En el 17,2% dels habitatges hi vivien persones soles el 14,1% de les quals corresponia a persones de 65 anys o més que vivien soles. El nombre mitjà de persones vivint en cada habitatge era de 2,55 i el nombre mitjà de persones que vivien en cada família era de 2,9.
Per edats la població es repartia de la següent manera: un 24,5% tenia menys de 18 anys, un 6,7% entre 18 i 24, un 27,6% entre 25 i 44, un 22,7% de 45 a 60 i un 18,4% 65 anys o més.
L'edat mediana era de 41 anys. Per cada 100 dones de 18 o més anys hi havia 101,6 homes.
La renda mediana per habitatge era de 35.833 $ i la renda mediana per família de 37.500 $. Els homes tenien una renda mediana de 33.125 $ mentre que les dones 21.250 $. La renda per capita de la població era de 15.043 $. Aproximadament el 15,9% de les famílies i el 30% de la població estaven per davall del llindar de pobresa.

## Poblacions més properes
El següent diagrama mostra les poblacions més properes.